# Miss Caffeina
Miss Caffeina est un groupe espagnol de rock indépendant, originaire de Madrid.

## Histoire
Le nom du groupe vient d'une chanson de Buenas Noches Rose (un groupe dont Rubén Pozo de Pereza faisait partie) et dont Álvaro et Sergio, fondateurs de Miss Caffeina, étaient fans. Ils se rencontrent sur un forum du groupe et  assistent ensemble à tous les concerts. À leurs débuts, ils sont très actifs sur les réseaux sociaux, la forme de distribution directe de leurs EP sur Internet.
Le succès ne vient qu'en 2016 avec la sortie de l'album Detroit, alors qu'ils sont actifs depuis plus de dix ans, et sortent quatre EP et trois albums studio (Imposibilidad del fenómeno, De polvo y flores et Detroit).. La popularité des singles Mira cómo vuelo et Ácido leur permet d'atteindre les premières places des charts de la formule radio espagnole et d'accroître leur popularité de manière exponentielle, en atteignant un public de masse ou « mainstream ».
Le 8 janvier 2022, le groupe participe au concert de solidarité Más fuertes que el volcán, organisé par Radio Televisión Española au profit des victimes de l'éruption volcanique de La Palma en 2021.

## Festivals
Le groupe participe régulièrement aux principaux festivals d'été en Espagne. Ils se sont produits au Sonorama Ribera à Aranda de Duero (Burgos), au Low Cost Festival à Benidorm, à l'Arenal Sound à Borriana (Castellón), entre autres. En 2024, ils participent au Benidorm Fest avec leur morceau Bla Bla Bla, se qualifiant pour la finale en tant qu'aspirants à représenter l'Espagne au Concours Eurovision de la chanson.

## Discographie

### Albums studio
- 2010 : Imposibilidad del fenómeno
- 2013 : De polvo y flores
- 2016 : Detroit
- 2019 : Oh Long Johnson
- 2022 : El año del tigre

### EP
- 2007 : Destrucción creativa
- 2008 : En Marte
- 2008 : Carrusel
- 2009 : Magnética
- 2023 : Shangay Baby

### Singles notables
- 2012 : Disfraces
- 2013 : Hielo T
- 2014 : Buen soldado
- 2015 : Atomos dispersos
- 2016 : Mira cómo vuelo
- 2016 : Detroit